# Glanzend baardmos
Glanzend baardmos (Usnea glabrata) is een korstmossoort uit de familie Parmeliaceae. Hij leeft in symbiose met de alg Trebouxioid.

## Determinatie
Glanzend baardmos is een struikvormig korstmos. Het is vooral te herkennen aan het relatief kleine thallus met vernauwingen van de secundaire takken aan hun basis, de aanwezigheid van grote soralen, en de afwezigheid van zowel papillen als isidiën.
Hij heeft de volgende kleurreacties: 
- cortex: K−, C−, P−
- medulla: K− of K+ (bruinachtig-groenig) of zeer zelden K+ (geel en daarna rood), C−, KC−, P+ (oranjerood en zeer zelden geel).

## Verspreiding
Glanzend baardmos is wijdverspreid door heel Europa, hoewel het waarschijnlijk op enkele locaties lokaal uitgestorven is.
De soort is in Nederland zeer zeldzaam. Het staat op de Nederlandse Rode Lijst in de categorie 'Ernstig Bedreigd'.

## Taxonomie
Het werd voor het eerst beschreven als een variëteit van Usnea plicata door Erik Acharius. Fins lichenoloog Edvard August Vainio plaatste het in 1915 in het geslacht baardmos (Usnea).